# All of You
All of You é o terceiro álbum de estúdio da cantora e compositora americana Colbie Caillat. O álbum estava programado para ser lançado em 3 de maio de 2011, mas foi adiado para 12 de julho do mesmo ano, lançado nos Estados Unidos pela Universal Republic Records. O conjunto, grande parte das canções foram produzidas por Greg Wells, o álbum apresenta uma aparição do rapper Common na canção "Favorite Song". Incluem também no álbum como produtores e compositores Ryan Tedder, Toby Gad, Jason Reeves e Nowels Rick.
O primeiro single do álbum foi "I Do", lançado em 7 de fevereiro de 2011 e atingiu no a 23ª posição na Billboard Hot 100 e no 11º lugar da Adult Pop Songs. O segundo single "Brighter Than the Sun" foi lançado em 17 de maio de 2011 e atingiu o 47ª posição da Billboard Hot 100, e obteve certificação de ouro pela RIAA nos Estados Unidos.

## Antecedentes
"Eu ainda quero incorporar todos os estilos que eu amo que estavam no Breakthrough e Coco, mas é diferente", disse ela em entrevista para a Billboard. "Eu experimentei mais e que eu escrevi com compositores novos que são realmente talentosos, mas ainda é a minha música mesmo, sentir o som dela. As músicas são mais up-time neste disco, e é como um álbum de verão completa"”. Caillat começou a gravar All of You no último verão na Califórnia e terminou o álbum entre datas da turnê no outono passado. O primeiro single, "I Do", estreou no número 23 na Billboard Hot 100 em fevereiro e desde então vendeu 154,000 cópias, segundo a Nielsen SoundScan.  Enquanto isso, Caillat estava animada para desvendar a nova faixa "Favorite Song", uma colaboração guitarra-driven pop com Common em que Caillat canta entre os versos lisos do rapper. "Eu amei a música com ele", disse a cantora sobre o emparelhamento improvável, que foi posta em movimento quando os dois artistas se conheceram em um evento no Grammy de 2009. "Ele acabou de cantar sua música "Light", e ele precisava de uma cantora (para o coro) e eu era essa, 'Eu sei!", continuou "Eu amo sua música e eu amo a sua voz". Demorou cerca de um ano para nós obtermos algo juntos, mas funcionou melhor do que imaginamos". Bill Lamb escreveu para About.com positivamente que a canção, "é brilhante, de verão, e é absolutamente encantadora".
Caillat escreveu duas faixas do álbum com o requisitado compositor pop Ryan Tedder (que já trabalhou com: Kelly Clarkson, Beyonce, Leona Lewis, Adele), enquanto Toby Gad, Jason Reeves e Rick Nowels todos escreveram créditos em "All of You". Enquanto isso, o namorado de Caillat, o músico Justin Young, escreveu três canções no álbum com a cantora, uma experiência que ela chama de: "Muito divertida, eu nunca estive interessada em músicos antes e, agora, ter um namorado que toca guitarra, piano e surpreendente tem uma voz linda ... é cafona, mas é incrível, porque escrever essas canções sobre o nosso relacionamento e nos aproximou".

## Recepção

### Análise da crítica
| Críticas profissionais | Críticas profissionais |
| Avaliações da crítica  | Avaliações da crítica  |
| Fonte                  | Avaliação              |
| ---------------------- | ---------------------- |
| About.com              | [ 8 ]                  |
| Allmusic               | [ 9 ]                  |
| BBC Music              | mixed                  |
| Billboard              | positivo               |
| Chicago Tribune        | mixed                  |
| Entertainment Weekly   | B+                     |
| Los Angeles Times      | [ 14 ]                 |
| Slant Magazine         | [ 15 ]                 |
| Sputnikmusic           | [ 16 ]                 |
| Stanford Daily         | (favorável)            |

No Metacritic, que atribui uma avaliação normalizada de 100 a opiniões dos críticos tradicionais, o álbum recebeu uma pontuação média de 72, com base em 6 comentários, que indica "avaliações favoráveis". Kyle Anderson da Entertainment Weekly foi positivo, dizendo que: "todos vocês, prova que há mais para ela vale mais um sorriso e um fio de cabelo sorteio", Anderson foi disse também: "Caillat tem toques rítmicos (as palmas de alto astral em Brighter Than the Sun) e adiciona um bocado de mágoa tanto para a sua voz quanto as suas letras. Na faixa-título ruminative, por exemplo, cansado desse mundo, praticamente goteja a linha que eu não sou bom em adivinhar. Nada aqui é um apelo às armas, mas uma revolução suave Caillat é empolgante. Gary Graff da Billboard também foi positivo, dizendo que: "All of You" ela faz isso com sabedoria um pouco mais, equilíbrio e maturidade musical. Claro, ainda há momentos infantis ("Vamos juntos como amendoim e dias de pagamento, Marley e do reggae") como Caillat mantém um pé no contemporâneo Disney Channel e outro no vintage Laurel Canyon. No entanto, é difícil não apreciar a arte suave das Cartas para Julieta contribuição filme "What If", "Dream Life" e a faixa título da sofisticação dinâmica de "Brighter Than the Sun" e "Favorite Song", dizendo sobre suas colaborações com Ryan Tedder e Comoom, respectivamente. Ela também permite uma certa ambivalência em faixas como "Shadow" e "Before I Let You Go". Mas a certeza de que, no final, Caillat consegue fazer seu homem". Stephen Thomas escritor Eo Allmusic deu uma opinião favorável sobre o álbum e escreveu: "Ela não está apenas arranhando, ela está balançando, às vezes insistiu junto de palmas", mas no final chamou-lhe "facilmente gravar o seu melhor ainda". Mikael Madeira escreveu para o Los Angeles Times que "All of You" coloca uma quantidade significativa de força para a ilusão de ausência de esforço; sua vista do verão de diversão e abandono obscurece um palco ocupado com alto nível recorde de decisões". A análise muito positiva veio de Bill Lamb editor de About.com, que avaliaram em 4 de 5 estrelas e alegou que ela tem: "introduzido mais variedade em seu terceiro jogo de "All Of You", e faz o trabalho todo álbum muito bem" Lamb passou a declarar que "a todos vós a realização artística corresponde ao sucesso comercial".
Uma análise mais mista veio de Chris Willman de Chicago Tribune, que declarou que "Você odeia para sempre definir um artista por sua canção de fuga, mas eterna "Bubbly" de Colbie Caillat de não nos deixa muita escolha além de se preocupar com a facilidade com que a menor borda afiada pode aparecer a bola de ar musical em andamento". Sputnikmusic chamou de: "seu álbum mais inconsistente", dizendo que "ela merece algum crédito por tentar sacudir uma fórmula que estava começando a ficar velho, mas infelizmente, ela vacila mais frequentemente do que ela consegue". Mike Driver escreveu para a música BBC que: "nunca que Caillat verdadeiramente impõe-se como um artista solo vale a pena investir totalmente dentro e ela canta lindamente o suficiente, mas falta-lhe o soco que os artistas melhores em este mercado muito lotado possuir". Jaymie Baxley da revista Slant foi negativo em sua revisão, que deu ao álbum 1,5 de 5 estrelas, dizendo que: ".."All of You" é virtualmente indistinguível de trabalho anterior Caillat".

## Promoção e Singles
O primeiro single, "I Do", foi lançado em 7 de fevereiro de 2011 e foi um sucesso, debutou na 23ª posição da Billboard Hot 100. A canção obteve críticas positivas de críticos musicais. O segundo "Brighter Than the Sun" foi lançado em 17 de maio de 2011 e alcançou o 47º lugar no Billboard Hot 100. Caillat promoveu o álbum no 'Twoday" em 12 de julho de 2011 e apareceu no The Tonight Show com Jay Leno em 14 de julho de 2011. A canção "What If" estreou no posição 77 da Billboard Hot 100, devido a fortes downloads digitais na semana com o lançamento do álbum. Possíveis singles futuros de forte potencial citados incluem "Shadow" e "Before I Let You Go". Segundo seu site, os fãs vão escolher o próximo single do álbum. Em seu concerto no Thousand Oaks Civic Arts Plaza em 14 de fevereiro de 2012, anunciou que seu novo single seria "Favorite Song", que será lançado em breve. Mesmo que não foi lançado oficialmente, a música está sendo tocada em muitas rádios americanas e está traçando no gráfico Adulto Pop Songs músicas no prontuário dos mais acessados da Mediabasee e está atualmente na 39ª posição

## Faixas
- Lista de Faixas adaptada do AllMusic.[25]

| Edição padrão |                                |                                       |         |  |
| N.º           | Título                         | Compositor(es)                        | Duração |  |
| 1.            | "Brighter Than the Sun"        | Colbie Caillat, Ryan Tedder           | 3:51    |  |
| 2.            | "I Do"                         | Caillat, Toby Gad                     | 2:53    |  |
| 3.            | "Before I Let You Go"          | Caillat, Rick Nowels                  | 3:35    |  |
| 4.            | "Favorite Song" (feat. Common) | Caillat, Ryan Tedder, Lonnie Lynn Jr. | 3:46    |  |
| 5.            | "What If"                      | Caillat, Jason Reeves, Rick Nowels    | 3:45    |  |
| 6.            | "Shadow"                       | Caillat, Justin Young                 | 3:20    |  |
| 7.            | "Think Good Thoughts"          | Caillat, Toby Gad, Kara DioGuardi     | 4:01    |  |
| 8.            | "Like Yesterday"               | Caillat, Reeves, Justin Young         | 3:27    |  |
| 9.            | "All Of You"                   | Caillat, Reeves                       | 3:49    |  |
| 10.           | "Dream Life"                   | Caillat, Nowels                       | 3:25    |  |
| 11.           | "What Means the Most"          | Caillat, Toby Gad                     | 3:27    |  |
| 12.           | "Make It Rain"                 | Caillat                               | 3:57    |  |

| Faixas bônus do iTunes |          |         |  |
| N.º                    | Título   | Duração |  |
| 13.                    | "Stereo" |         |  |
| 14.                    | "Maria"  |         |  |

## Desempenho comercial
"All of You" estreou na sexta posição da Billboard 200, vendendo 70,000 cópias em sua primeira semana, o que também lhe rendeu o primeiro lugar na Billboard Digital Albums. Até março de 2012, o álbum havia vendido 300,000 cópias nos Estados Unidos.

### Paradas musicais
| Parada (2011)                    | Melhor posição |
| -------------------------------- | -------------- |
| Alemanha (Media Control)         | 11             |
| Austrália (ARIA Charts)          | 49             |
| Áustria (Austrian Albums Chart)  | 24             |
| Bélgica (Ultratop - Flanders)    | 78             |
| Bélgica (Ultratop - Valônia)     | 61             |
| Canadá (Canadian Albums Chart)   | 10             |
| Estados Unidos (Billboard 200)   | 6              |
| Estados Unidos (Digital Albums)  | 1              |
| França (French Albums Chart)     | 63             |
| Japão (Japan Albums Chart)       | 89             |
| Países Baixos (Mega Charts)      | 55             |
| Noruega (Norwegian Albums Chart) | 20             |
| Polónia (Polish Music Charts)    | 45             |
| Suíça (Swiss Music Charts)       | 7              |

## Histórico de lançamento
| País           | Data                | Gravadora             | Formato              |
| -------------- | ------------------- | --------------------- | -------------------- |
| Japão          | 6 de julho de 2011  | Universal Music Group | CD, download digital |
| Reino Unido    | 11 de julho de 2011 | Island Records        | CD, download digital |
| Estados Unidos | 12 de julho de 2011 | Universal Republic    | CD, download digital |